# Обсесивно-компульсивний розлад
Обсесивно-компульсивний розлад (від англ. obsession — «одержимість ідеєю» та лат. compello — «примус»; скорочено ОКР) або невроз нав'язливих станів — психічний розлад, різновид неврозу, для якого характерні повторювані нав'язливі думки (обсесії), які нерідко перетікають у ритуальні дії (компульсії), що здійснюються, щоб зняти внутрішнє напруження, зменшити відчуття тривоги і запобігти лячним подіям. При цьому, між нав'язливими діями і наслідками, від яких вони нібито повинні захистити, зазвичай, не простежується жодного логічного зв'язку. Може мати хронічний, прогресивний або епізодичний характер. При розладі, у хворого мимоволі з'являються нав'язливі думки, що заважають, або лякають (обсесії). Він постійно і безуспішно намагається звільнитись від викликаної думками тривоги, за допомогою настільки ж нав'язливих і виснажливих дій (компульсія). Іноді окремо виділяються обсесивний (переважно нав'язливі думки — F42.0) і компульсивний (переважно нав'язливі дії — F42.1) розлади. Нав'язливі думки, помилковість яких усвідомлює пацієнт, треба відрізняти від марень, які діагностуються в психозах.
ОКР характеризується розвитком нав'язливих думок, спогадів, рухів і дій, а також різноманітними патологічними страхами (фобіями). При цьому, пацієнт сам прекрасно усвідомлює всю безглуздість своїх дій, але не може впоратися з ними одним лише зусиллям волі. При такому захворюванні, як невроз нав'язливих станів, лікування потрібно в обов'язковому порядку, і проводити його повинен досвідчений психотерапевт.
Для виявлення обсесивно-компульсивного розладу використовують так звану шкалу Єля-Брауна.

## Причини та ознаки
Захворювання, як правило, розвивається після перенесеної гострої психотравми, або на тлі досить тривалого психологічного дискомфорту.
Визначити наявність неврозу можна за такими критеріями:
- Нав'язливі думки (обсесії), виникають постійно і викликають сильне занепокоєння або тривогу.
- Нав'язливі образи і думки не є звичайним надмірним занепокоєнням про реально наявну ситуацію.
- Пацієнт намагається ігнорувати тривожні думки, заміщаючи їх іншими або відволікаючись на якісь безглузді дії.
- Хворий усвідомлює, що його нав'язливі думки не є відбиттям реальності.
- Пацієнт відчуває непереборну потребу виконувати ритуали, спрямовані на запобігання або зниження ймовірності якоїсь події. При цьому він розуміє, що його дії нелогічні і не є розв'язанням проблеми, якої, у більшості випадків, не існує.

## Лікування
Лікування цього розладу — комплексна задача, яку неможливо вирішити тільки простим призначенням лікарських препаратів. Головну роль відіграє медикаментозне лікування у вигляді призначення антидепресантів і психотерапія. Психотерапевт не тільки допомагає позбутися невротичних симптомів, що отруюють життя пацієнта, а й навчає його методиками самоконтролю та ефективної взаємодії з дійсністю, які допомагають попередити рецидив хвороби.
Когнітивно-поведінкова терапія є єдиною психологічною терапією, що продемонструвала свою ефективність в лікуванні обсесивно-компульсивного розладу. Немає доказів, що загальне консультування, психодинамічна психотерапія, психоаналітична терапія, гіпнотерапія, трансакційний аналіз є ефективні для лікування неврозу нав'язливих станів.
У процесі лікування хворий навчається усвідомлювати і правильно висловлювати свої почуття, переосмислює негативний життєвий досвід, перестає сприймати себе як жертву життєвих обставин, знаходить позитивний погляд на себе, на оточення і на весь світ.
Все перераховане — складні завдання, проте це єдиний спосіб назавжди вилікувати невроз нав'язливих станів. До того ж на шляху до лікування пацієнта постійно має супроводжувати досвідчений психотерапевт, який завжди підтримає хворого і допоможе йому подолати всі перешкоди.
Для лікування обсесивно-компульсивного розладу використовують медикаментозне лікування і психотерапію, як і при лікуванні інших неврозів.

## Цікаві факти
У 2000 році група науковців-хіміків (Д. Марадзіті, А. Россі і Дж. Кассано з університету Пізи і Х. С. Акіскал з Каліфорнійського університету) одержала Ігнобелівську премію в галузі хімії за відкриття того, що з огляду на біохімію романтична любов нічим не відрізняється від обсесивно-компульсивного розладу. Вони не врахували того факту, що «романтичне кохання», попри всі заподіяні муки, бажане людиною, в той час, як ОКР є явно небажаною, але неминучою для хворого, мукою.

## Історія
Ще в VI ст. н. е. Іван Ліствичник зафіксував випадок, коли молодий монах, якому надокучав постійний тривожний «потяг до богохульства», консультувався зі старшим отцем, що сказав йому: «Сину мій, я беру на себе всі можливі скоєні гріхи, до яких ця спокуса тебе привела, або може привести. Все, що я раджу тобі — це не звертати на них жодної уваги». «Хмара незнання» — містичний християнський текст кінця XIV століття — рекомендує боротися з нав'язливими думками спершу ігноруючи їх, а в разі, якщо це не вийде, «зіщулюватися під їхньою вагою як бідолаха-боягуз після своєї зради під час битви, і вважати, що продовжувати боротися з ними — марна трата часу», метод, нині відомий під назвою «емоційна імплозія».
З XIV по XVI століття в Європі існувало уявлення, що люди, які мали обсесивні думки богохульного, сексуального та інших характерів, були одержимі дияволом. Базуючись на цьому уявленні, терапія складалася з вигнання диявола з «одержимої» людини за допомогою екзорцизму. Переважна більшість людей, які думали, що в них вселився диявол, не страждали від галюцинацій, чи то інших «видовищних» симптомів; але «жалілися на тривогу, страхи, пов'язані з релігією та на погані думки». У 1584 році Міс Дейві з Кента (Англія), що її свідки описували як «хорошу дружину» була майже засуджена до спалення на вогнищі після того, як зізналася в тому, що «переживає постійну, небажану спонуку вбити свою сім'ю».
Ще в XVII столітті обсесії та компульсії часто відносили до симптомів релігійної меланхолії. 1691 року в своїй проповіді на тему релігійної меланхолії Джон Мур, єпископ Норвіча, Англія, згадує осіб, яких переймають «неслухняні, а інколи навіть богохульні думки, що починаються в їхньому мисленні в той час, коли вони вправляються в прославленні Бога, не зважаючи на всі спроби ці думки придушити та перебороти… чим більше люди стараються, тим більше ці думки наростають».
Сучасне бачення ОКР почало розвиватися в XIX столітті тоді, коли популярними були френологія, модульна психологія та месмеризм, а психопатологічні стани називали «неврозами». Психіатри намагалися зрозуміти природу психічних хвороб, застосовуючи сучасні знання з царини філософії, психології, фізики та хімії. Обсесії, при яких зберігається здоровий глузд, на підставі цього були відокремлені від галюцинацій. Компульсії ж відділили від «імпульсів», що містили судоми, нервові тики тощо. Часто до ОКР відносили стани, які зараз визнаються за фобії, панічний розлад, агірофобію та іпохондрію. Провідні психіатри не мали одностайності щодо того, чи природа ОКР полягає в дисфункції волі, емоції, чи інтелекту.
У той час, як у Франції більше розвинулися погляди на користь волюнтативної та емоційної складової хвороби, німецька психіатрія відносила ОКР до захворювань інтелекту. До дисфункції інтелекту відніс обсесії й Карл Вестфаль, що ввів на їх позначення термін Zwangsvorstellung (букв. вимушене уявлення або ідея), від якого і бере відлік сучасна термінологія. У Великій Британії цей термін переклали як «обсесія», в США — як «компульсія». Означення «обсесивно-компульсивний розлад», що ми нині користуємося ним в українській мові, виникло як певного роду компроміс між двома попередніми означеннями.
В останній чверті ХІХ століття ОКР так само як і ряд інших психічних розладів зараховували до діагностичної категорії неврастенії, однак на початку XX століття П'єр Жане й Зигмунд Фрейд поклали цьому край. Останній значним чином розвинув концепцію уявлення про хворобу. На думку Фройда, мозок пацієнта, хворого на ОКР, не міг адаптуватися до конфлікту між сексуальними та агресивними підсвідомими імпульсами, що походили зі структури Ід (Воно), та вимогами суспільства й свідомості. Психоаналіз Фройда залишався передовим способом лікування ОКР до 1980-х, не зважаючи на те, що медикаментозні та терапевтичні методи лікування були вже на той час відомі, тому що серед найширшого загалу людей вважалося, що ці методи лікування будуть згубними на тлі ефективності психоаналізу.
З початком XXI століття розвиток фармакології, нейропсихології та нейрофізіології дозволив нам вибудувати концепцію ОКР, більш корисну з точки зору терапії. З іншого боку, питання природи хвороби все ще лишається відкритим.